# Маглод
Маглод (угор. Maglód) — місто в центральній частині Угорщини, у медьє Пешт. Населення - 10 379 осіб (2005).

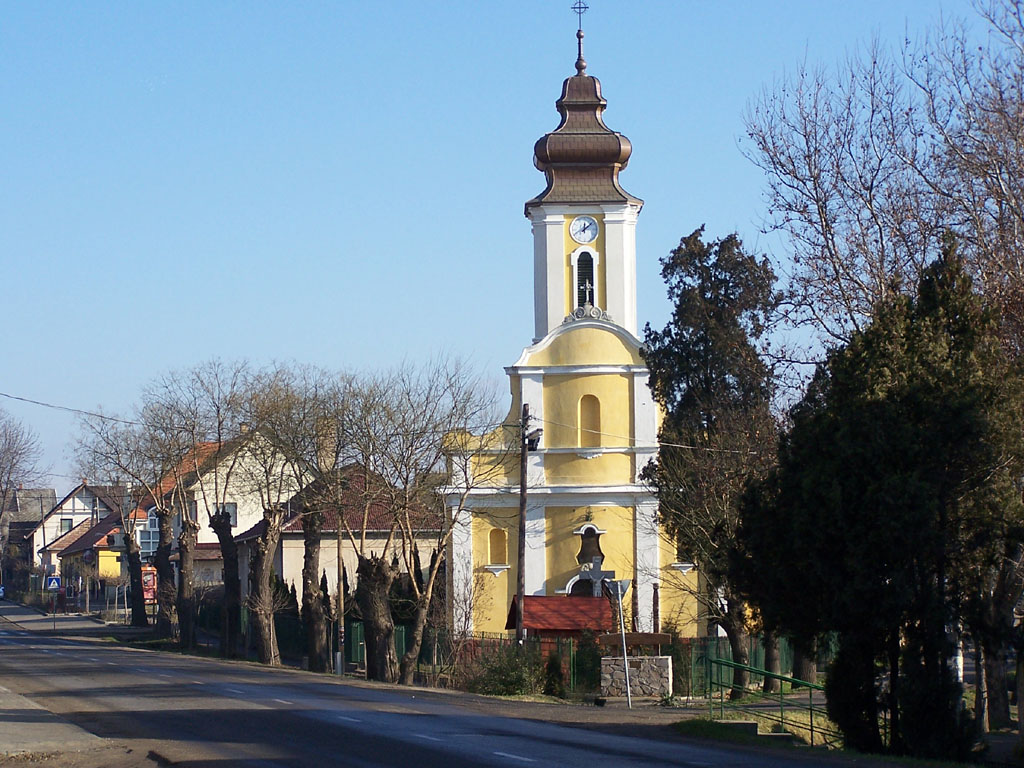
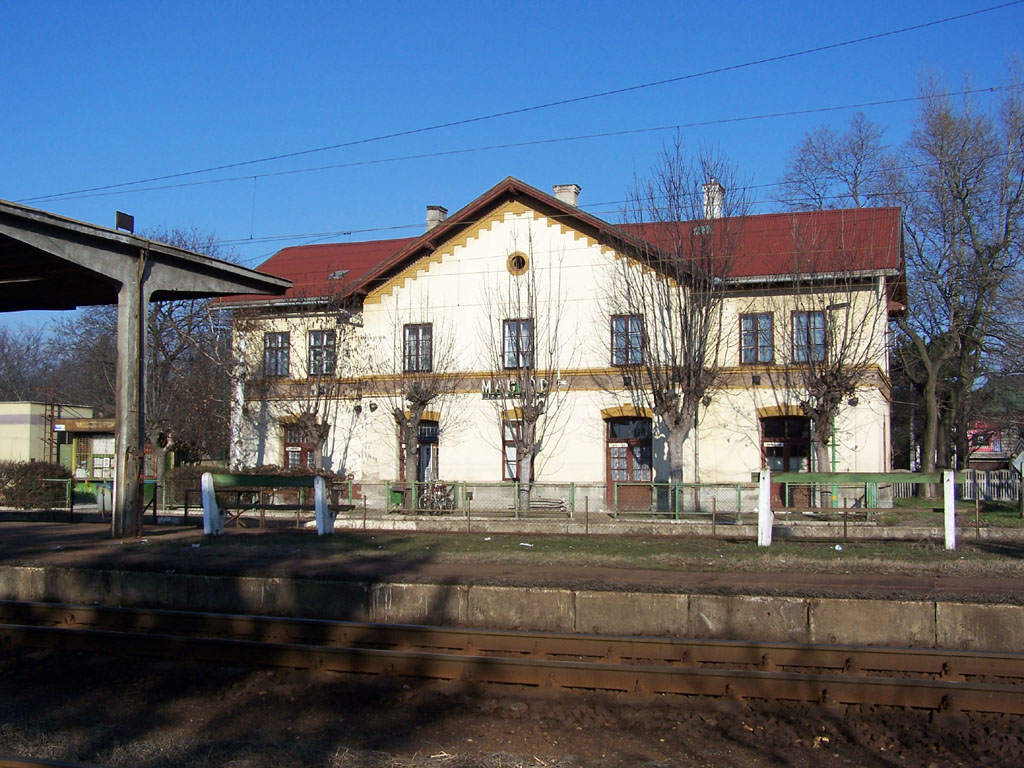
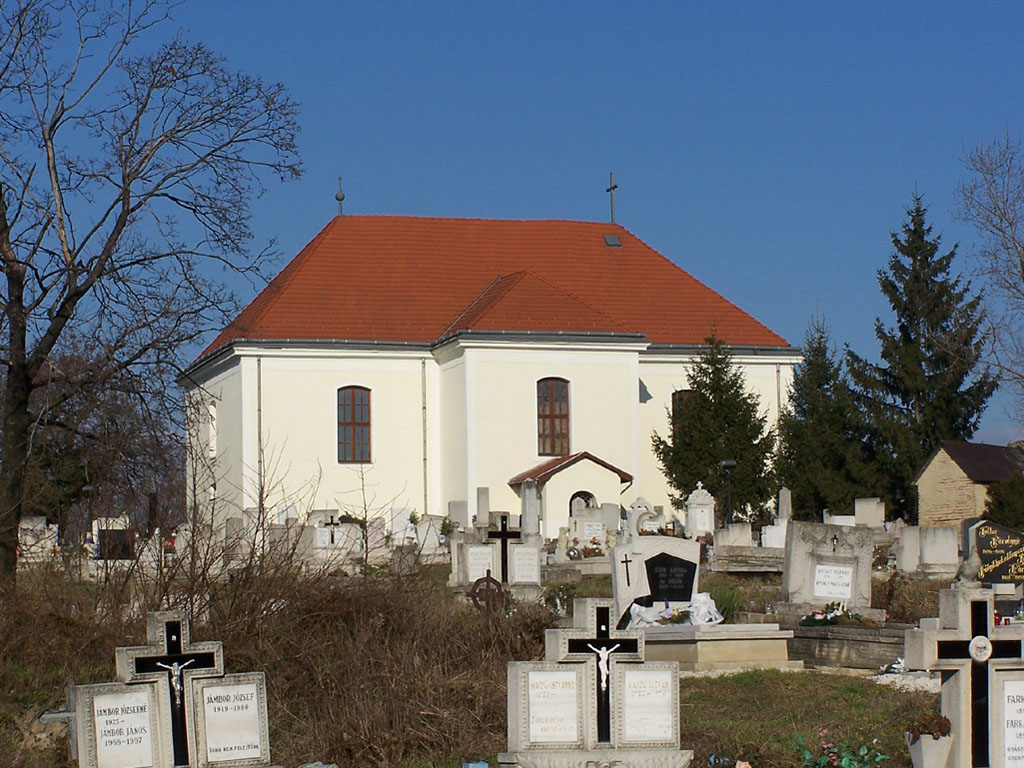

| Угорщина | Це незавершена стаття з географії Угорщини. Ви можете допомогти проєкту, виправивши або дописавши її. |

1. ↑  Magyarország helységnévtára, Detailed Gazetteer of Hungary — KSH, 2024.